# 강철부대 2
《강철부대 2》는 2022년 2월 22일부터 2022년 6월 7일까지 방송된 예능 프로그램이다.

## 기획 의도
최정예 특수부대 출신 예비역들이 팀을 이뤄 각 부대의 명예를 걸고 싸우는 밀리터리 서바이벌 프로그램.

## 출연진

### 참가 부대
| 부대명                      | 소속군          | 이름                                 |
| --------------------------- | --------------- | ------------------------------------ |
| 육군특수전사령부 (특전사)   | 대한민국 육군   | 김황중,성태현,오상영, 최용준, 장태풍 |
| 해병대수색대                | 대한민국 해병대 | 정호근, 박길연, 이대영, 구동열       |
| 제707특수임무단 (707)       | 대한민국 육군   | 이주용, 홍명화, 구성회, 이정원       |
| 해군특수전전단 (UDT)        | 대한민국 해군   | 윤종진, 권호제, 구민철, 김명재       |
| 군사경찰특임대 (SDT)        | 대한민국 육군   | 송보근, 최성현, 지원재, 강준, 김태호 |
| 해난구조전대 (SSU)          | 대한민국 해군   | 김동록, 허남길, 김정우, 김건         |
| 제6탐색구조비행전대 (SART)  | 대한민국 공군   | 전형진, 강청명, 이유정, 조성호       |
| 국군정보사령부 특임대 (HID) | 대한민국 육군   | 김승민, 이민곤, 한재성, 이동규       |

### 마스터
- 안태 (해병대특수수색대)
- 채덕 (제707특수임무단)
- 박형 (공군 특수탐색구조대대)

## 결과
- 1위 : 육군특수전 사령부(특전사)
- 2위 : 해군특수전전단 (UDT)
- 공동 3위 : 국군정보사령부 (HID)
- 공동 3위 : 707특수임무단 (707)
- 공동 5위 : 제6탐색구조비행전대 (SART)
- 공동 5위 : 해병대수색대 (해병대)
- 7위 : 군사경찰특임대 (SDT)
- 8위 : 해난구조전대 (SSU)

## 같이 보기
- 군사 기지
- 진짜 사나이
- 진짜 사나이 300
- 강철부대 (시즌 1)
- 강철부대 시즌3